# Two Thousand Maniacs!
Two Thousand Maniacs! (br:Maníacos) é um filme norte-americano de 1964 do gênero terror dirigido por Hershell Gordon Lewis.

## Sinopse
Seis garotos em viagem para a Flórida chegam a uma cidade que está comemorando seu centenário. Mas esta será uma festa diabólica, na qual os turistas serão vítimas de cruéis e sanguinolentos espetáculos.

## Elenco
- William Kerwin
- Connie Mason
- Jeffrey Allen
- Ben Moore
- Gary Bakeman
- Jerome Eden
- Shelby Livingston
- Michael Korb
- Yvonne Gilbert
- Mark Douglas
- Linda Cochran
- Vincent Santo
- Andy Wilson
- Candi Conder